# E. Braun & Co.

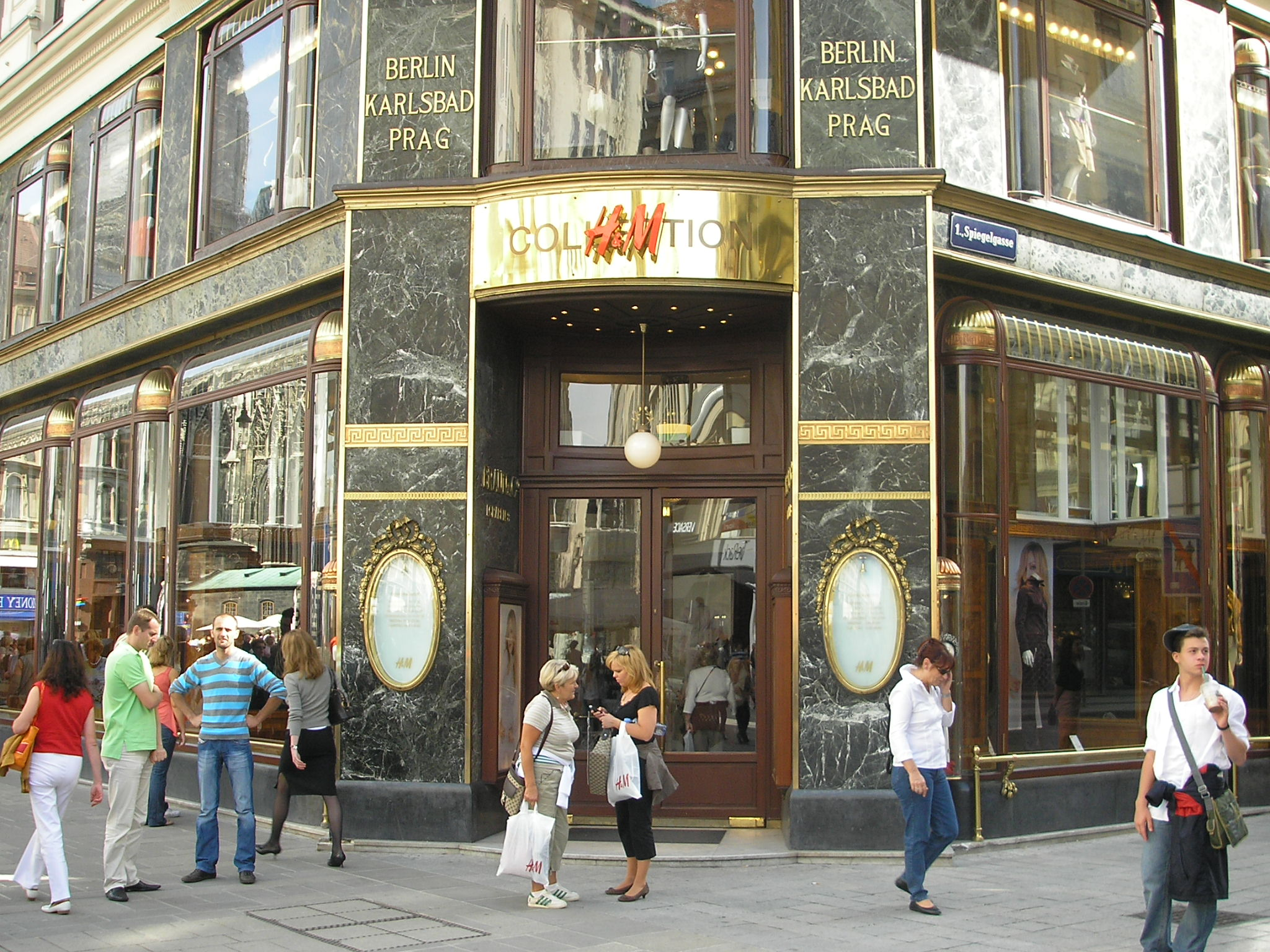
Das ehemalige Geschäft von E. Braun & Co. in Wien, 2006

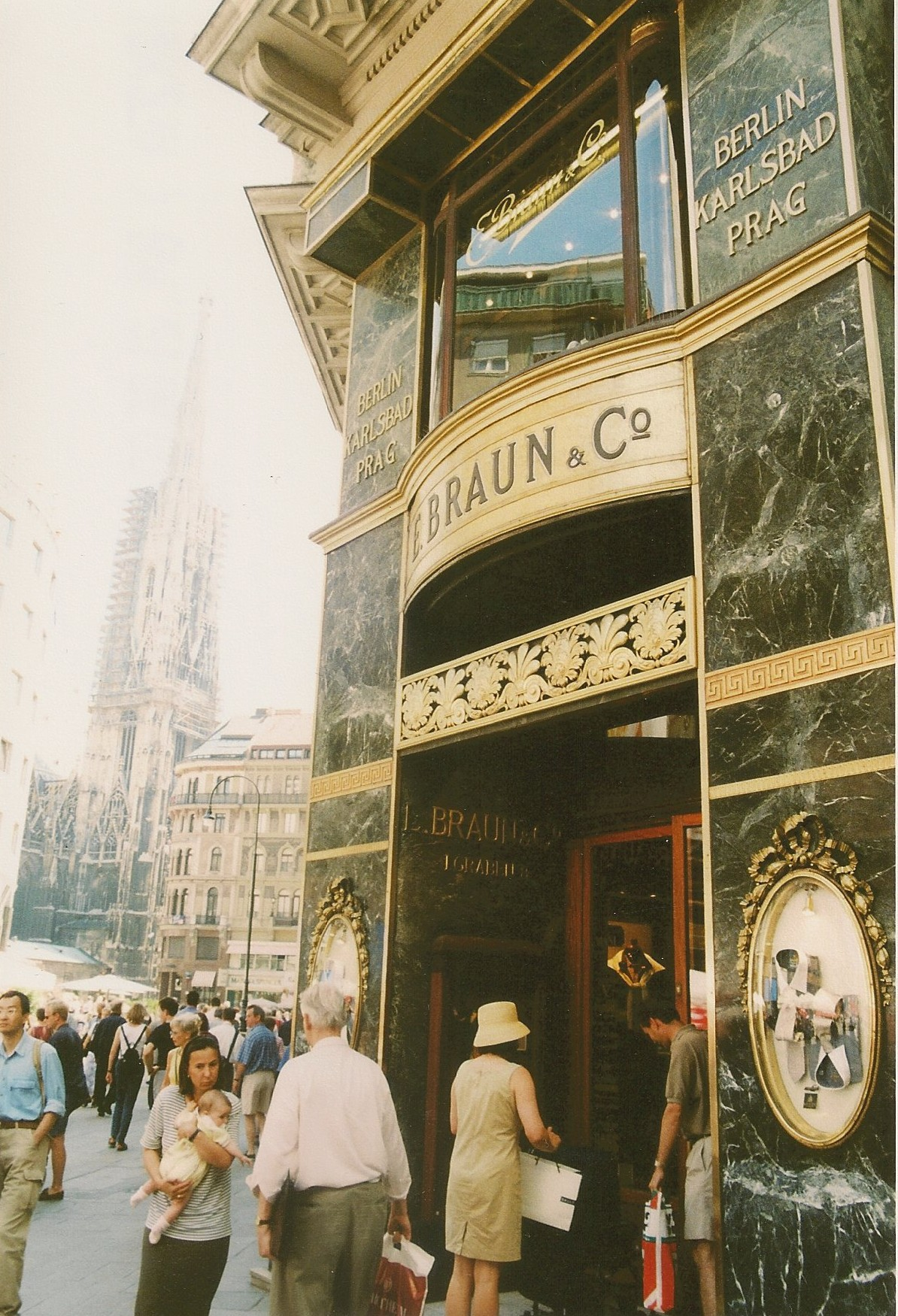

E. Braun & Co. war von 1892 bis 2004 ein in Wien ansässiges Einzelhandelsunternehmen für Bett- und Tischwäsche sowie Kleidung und seit 1911 k.u.k. Hoflieferant. 2004 wurde das Wiener Unternehmen geschlossen, heute existieren in New York und West Hollywood zwei Ableger gleichen Namens.

## Geschichte

### Gründung in Wien
Gegründet wurde das Unternehmen am 1. Juli 1892 von Emanuel Braun und seinem Bruder Josef als stillem Teilhaber als Pfaidlerei. Das Hauptgeschäft war am Graben 8 im 1. Bezirk und wurde ursprünglich als Brautausstattungsunternehmen geführt. 1912 kaufte Emanuel Braun das Gebäude am Graben 8 der Versicherungsgesellschaft New York ab. Im Erdgeschoß befand sich das Verkaufslokal, im ersten und zweiten Stock wohnten die beiden Brüder mit ihren Familien und im obersten Stockwerk lag die Schneiderwerkstätte. Eine weitere Näherei befand sich im 12. Bezirk. 1911 wurde es von Kaiser Franz Joseph I. zum k.u.k. Hoflieferanten ernannt. Das Unternehmen expandierte von Wien aus nach Karlsbad, wo 1912 eine Filiale eröffnete. Eine weitere Filiale in Prag folgte und 1914 eröffnete die größte Filiale in Berlin, Unter den Linden, in unmittelbarer Nachbarschaft zum Hotel Adlon. E. Braun & Co. wurde zum Hoflieferant von Prinz August Wilhelm von Preußen am Berliner Hof. Nun wurde auch Herrenkonfektionsware, Tischwäsche und Einrichtungsgegenstände ins Sortiment aufgenommen. Zwischen 1926 und 1928 investierte E. Braun & Co. 850.000 Reichsmark in den Umbau des Gebäudes an der Ecke zur Wilhelmstraße, der von dem Wiener Architekten Ferdinand Kratzky vorgenommen wurde. Ab Dezember 1930 wurde die Filiale in Berlin von Hans Friedrich Mayer-Braun und Siegfried Franz Oser-Braun geleitet, den Schwiegersöhnen von Emanuel Braun. 1932 ging das Wiener Gebäude am Graben in den Besitz von Brauns Töchtern Edith Oser-Braun und Johanna Mayer-Braun über.

### Nationalsozialismus

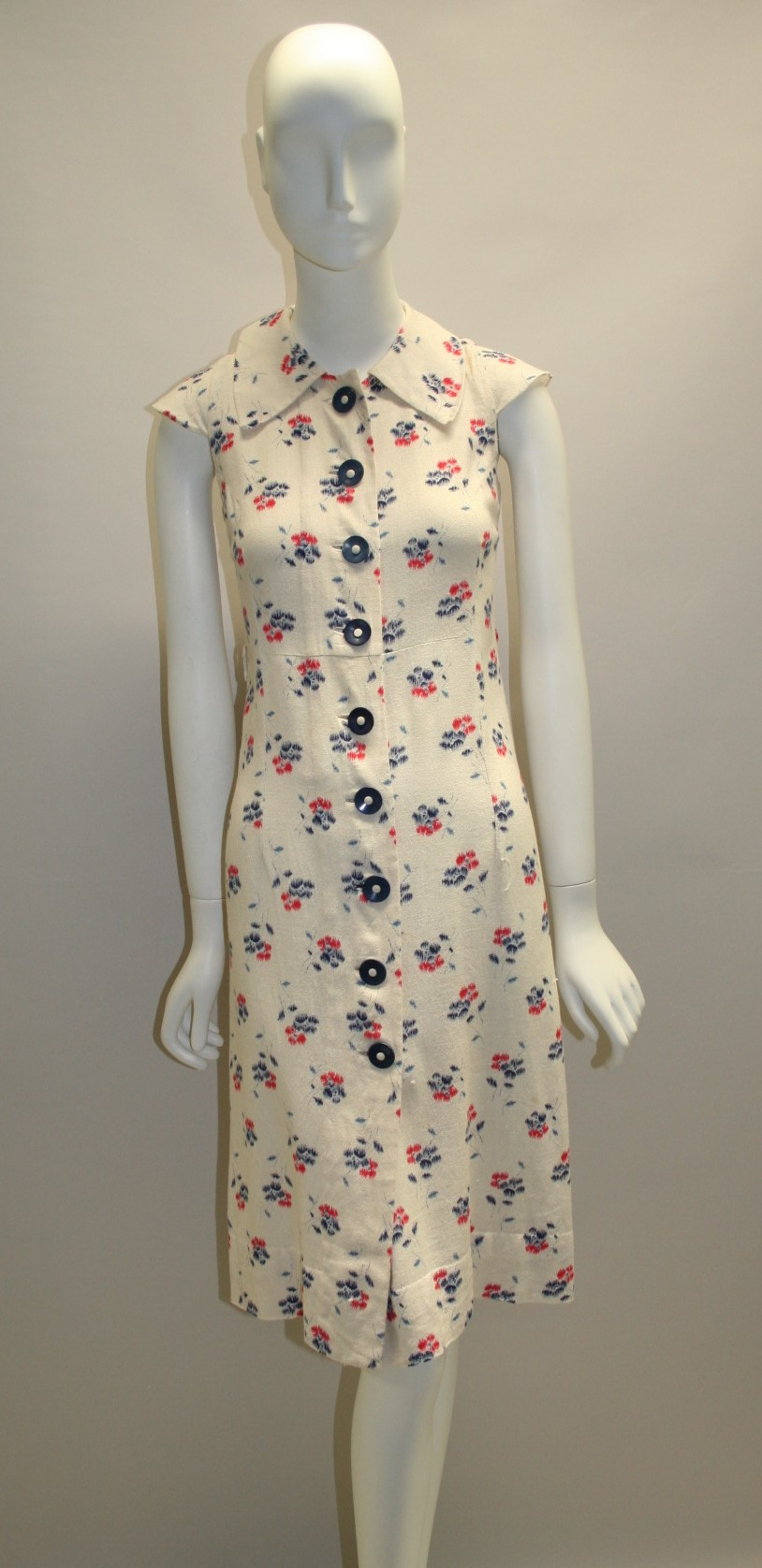
Sommerkleid von E. Braun & Co., 1940er Jahre, Wien Museum

Im Mai 1938 wurde Oser-Braun von der Gestapo festgenommen. In der Haft wurde er im September 1938 gezwungen, E. Braun & Co. an Georg Wiedersum aus Bremen zu verkaufen. Das Wiener Geschäft  der E. Braun & Co. Nachfolger Georg Wiedersum, wie das Unternehmen nun hieß, vom ehemaligen Lehrmädchen Franziska Färber im Sinne der Familie Braun weitergeführt. Sie schützte es am Ende des Zweiten Weltkriegs auch vor einer Plünderung durch russische Soldaten. Noch 1942 machte die Firma, nun mit Sitz in Berlin, einen Umsatz von 1,6 Millionen Reichsmark. Im September 1943 wurde es bei Bombenangriffen vollständig zerstört.
Siegfried Franz Oser-Braun und Edith Oser-Braun emigrierten am 28. September 1938 mit ihren Kindern Maria und Gustav im Rahmen der Aktion Gildemeester zunächst nach London. Im März 1939 begaben sie sich nach Ägypten und von dort in die USA. Die Familie wurde 1941 vom Deutschen Reich ausgebürgert. Mit Warenbeständen, die aus Prag und Karlsbad gerettet werden konnten, eröffnete Oser-Braun an der Madison Avenue 717 in Manhattan ein neues Geschäft, sowie eine Filiale in Palm Beach.
Hans Friedrich Mayer-Braun emigrierte nach der Annexion Österreichs 1938 mit seinem Bruder Robert ebenfalls nach Ägypten und eröffnete dort ein Geschäft für Textilien. Ihm folgte seine Frau Johanna, genannt Hansi, Ende 1938. Nach zwei Jahren siedelte die Familie ebenfalls in die USA über. Mayer-Braun, nun Henry Myer, eröffnete auf Long Island unter dem Namen H. E. Braun ein neues Geschäft.

### Restitution und Aufgabe
In Berlin führte Georg Wiedersum nach dem Krieg das Geschäft am Kurfürstendamm 43 und 219 fort. 1954 einigten sich die Familien Oser-Braun und Myer-Braun mit Georg Wiedersum darauf, dass der erzwungene Kauf von 1938 für ungültig erklärt wurde. Wiedersum und sein Sohn erwarben nun die Lizenz für den Firmennamen, bis 2000 wurde die GmbH mit dem Namen E. Braun & Co. Nachf. Georg Wiedersum von Brigitte Wiedersum als Geschäftsführerin am Kurfürstendamm 43 fortgeführt.
Das Geschäft in Newport wurde von Robert Oser-Braun († 1969) zusammen mit George Loinaz weitergeführt. Das Geschäft in New York führte Gustav Oser.

Die Geschäfte in Wien und Karlsbad wurden den Familien Oser-Braun und Myer-Braun nach Kriegsende restituiert. 1962 übernahm Henry Myer die Leitung. Sein Sohn Fred (* 1927), dessen Frau Marietta Myer und deren Söhne begleiteten ihn. Franziska Färber baute unter der Aufsicht von Henry Myer das Wiener Geschäft wieder auf; nach ihrem Übertritt in den Ruhestand übernahm er selbst wieder die Geschäftsführung. 1975 wurde das Gebäude unter Denkmalschutz gestellt. 

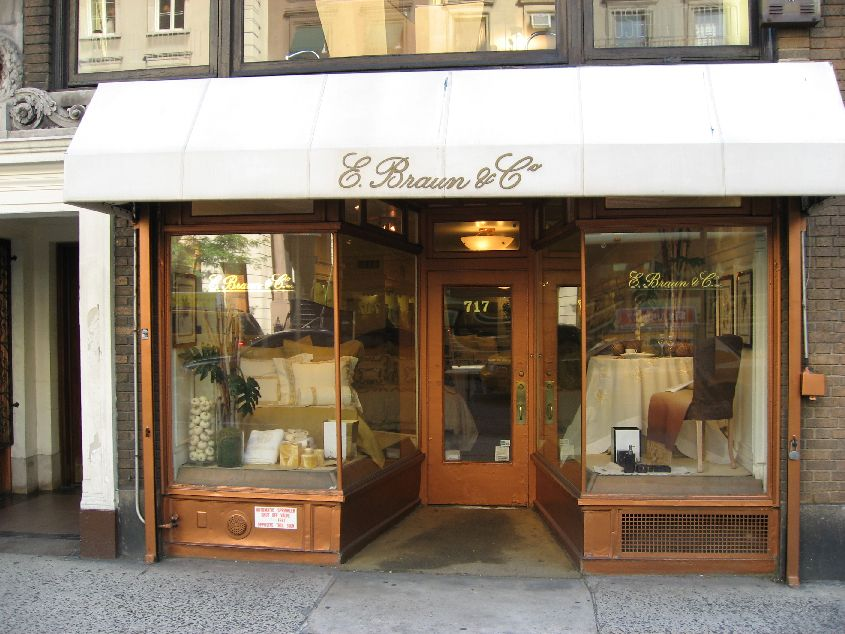
Das ehemalige Geschäft von E. Braun & Co. an der Madison Avenue in New York, 2007

1985 verkaufte Henry Myer die Liegenschaft an die Generali Versicherungen und das Unternehmen E. Braun & Co. an den Schweizer Konzern Bally. 2001 übernahm Palmers das Wiener Geschäft mit über 1500 Quadratmeter Fläche. 2004 wurde es auf Grund von erhöhten Mieten und Unrentabilität an H&M abgetreten. Der Wiener Denkmalschutz konnte erreichen, dass das alte Inventar und die Einrichtung aus der Gründerzeit erhalten blieb, H&M zog in die Immobilie ein. Letzte Geschäftsführer von E. Braun & Co. in Wien waren Nina Müller und Michael Winter, die auch die Schließung des Geschäftes im Mai 2004 vollzogen.
1988 verkaufte Gustav Oser die Marke E. Braun & Co. an Frederic L. Barbatelli. Barbatelli führte das Geschäft in New York City fort, sein Cousin eröffnete in den 1990er Jahren in Beverly Hills eine Filiale. 2001 wurden beide Geschäfte getrennt, in West Hollywood gründete sich E. Braun & Co of Beverly Hills, Inc., geleitet von Elizabeth L. Barbatelli. In New York entstand unter der Leitung von Ric und Stephanie Barbatelli E. Braun & Co. New York, Inc., deren Geschäft im April 2009 an die Park Avenue umzog.

### Nachlass
Im November 2004 übergab die Palmers AG das historische Gästebuch und zwei Fotoalben der E. Braun & Co. in Anwesenheit von Marietta Myer der Handschriftensammlung der Wiener Stadt- und Landesbibliothek. Das Goldene Gästebuch reicht von den 1920er Jahren bis 2002, darin finden sich die Unterschriften von Kunden und Kundinnen wie Alma Mahler, Nora Gregor, Stephanie von Belgien, Gottfried von Einem, Václav Havel und Eugène Ionesco. Die Fotosammlung zeigt die Inneneinrichtung der Filialen, die Produktionsmanufakturen und private Fotos der Familie Braun. Diese Sammlung ist heute in der Wienbibliothek im Rathaus einsehbar.